# Athanasios Orphanides
 (octobre 2023).
Si vous disposez d'ouvrages ou d'articles de référence ou si vous connaissez des sites web de qualité traitant du thème abordé ici, merci de compléter l'article en donnant les références utiles à sa vérifiabilité et en les liant à la section « Notes et références ».
Athanasios Orphanides, né le 22 mars 1962 à Brno, en République tchèque, est un économiste chypriote qui a été gouverneur de la Banque centrale de Chypre du 3 mai 2007 au 2 mai 2012, et membre du conseil de gouvernance de la Banque centrale européenne entre le 1er janvier 2008 et le 2 mai 2012. Avant sa nomination au poste de gouverneur, Orphanides était conseiller principal au Conseil des gouverneurs de la Réserve fédérale des États-Unis où il a commencé sa carrière d'économiste en 1999.
Après l'obtention de deux B.S en mathématiques et en économie puis d'un Ph.D. en économie au MIT en 1990, il a notamment enseigné la macroéconomie et l'économie monétaire au niveau undergraduate et graduate à l'université de Georgetown ainsi qu'à l'université Johns-Hopkins.

## Principaux thèmes de recherche
L'essentiel des travaux de recherche d'Orphanides se sont concentrés sur l'économie monétaire. En particulier, il a démontré l'importance de l'utilisation de données "en temps réel" dans les comparaisons de politiques monétaires, et s'est également penché sur l'impact de la politique monétaire dans des contextes de taux d'intérêt bas, ou déflationistes.